# 静銀セゾンカード
静銀セゾンカード株式会社（しずぎんセゾンカード、Shizugin Saison Card Co., Ltd.）は、静岡市駿河区に本社を置く、静岡銀行とクレディセゾンの合弁によるクレジットカード会社である。

## 概要
特約店などを静岡県下に特化したクレジットカード「ALL-S（オールエス）カード」の発行をする事を目的に設立。その後静銀のカードローン（セレカ、ミープラス）や無担保ローン（自動車ローン含む）の信用保証業務も行っている。カードの入会審査・発行・請求書作成といったプロセシング業務など実際のオペレーションはクレディセゾンおよびキュービタスへ委託している。
なお静銀でのクレジットカードとしては銀行がディーシーカードとフランチャイズの上、自行で発行する「しずぎんJoyca」があり、同カード保有者向けに銀行取引における特典が用意されているが、ALL-Sカードでは対象外となっている。

## 取扱商品
- ALL-Sカード
- 時之栖ALL-Sカード
- シネプラザALL-Sカード
- えんてつカード
- えんてつゴールドカード
- ウインダードリームカード